# Zebrias craticula
Zebrias craticula és un peix teleosti de la família dels soleids i de l'ordre dels pleuronectiformes que es troba a les costes del nord-oest d'Austràlia.